# Aerides krabiensis
Aerides krabiensis Seidenf., 1972 è una pianta della famiglia delle Orchidacee.

## Descrizione
A. krabiensis  è un'orchidea di piccola taglia, unica litofita del genere Aerides (le altre sono tutte epifite); cresce su scogliere calcaree verticali. Lo stelo, a crescita monopodiale  porta foglie conduplicate, variabili in spessore. La fioritura avviene mediante infiorescenze ascellari arcuate, spesso pendule, lunghe 12-14 centimetri (ma talvolta più lunghe) con molti fiori (da 12 a 15), con petali e sepali bianco rosati e labello trilobato rosa, con carena tendente al giallo..

## Distribuzione e habitat
A. krabiensis  è una pianta originaria della penisola malese, dove cresce sul mare, aggrappata a scogliere rocciose verticali.

## Coltivazione
Questa specie richiede piena luce del sole e temperature elevate durante tutto il corso dell'anno.